# Monastero Mater Ecclesiae
Il monastero Mater Ecclesiae è un monastero situato all'interno della Città del Vaticano, nei Giardini Vaticani, vicino alla Fontana dell'Aquilone.

## Storia

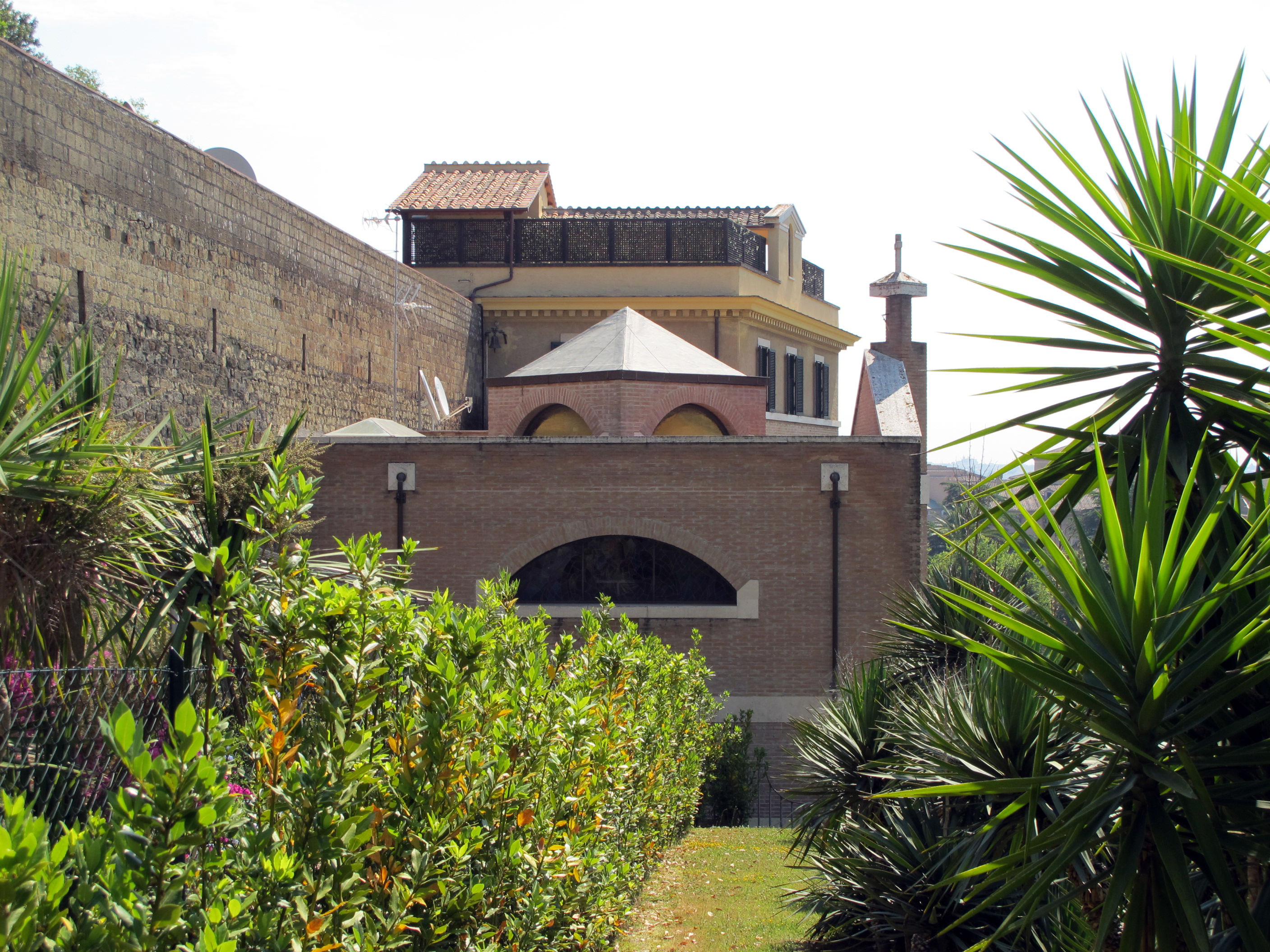
Esterno della cappella

### La struttura e la costruzione del complesso edilizio
Il complesso si presenta approssimativamente a forma di parallelepipedo, ed è diviso in due parti: l'ala est e l'ala ovest. Gli ambienti dell'ala est si strutturano su quattro piani e qui, in questa parte dell'edificio, si trovano i locali monastici e le celle, originariamente in numero di dodici, oltre che il refettorio, la cucina, lo studio, l'infermeria, l'archivio, situati nel pian terreno e nel seminterrato; l'ala ovest, invece, si articola su due livelli, per una superficie totale di 450 metri quadrati, e comprende la cappella nella parte terminale e il coro riservato alle claustrali, mentre al piano terreno sono sistemate la portineria ed il parlatorio, ed infine al piano superiore è ubicata la biblioteca. Oltre agli spazi già citati, il monastero ospita un laboratorio, una piccola foresteria, un'infermeria e altri locali di disimpegno. Accanto al monastero si trova un orto, dove vengono coltivate frutta e verdura con metodi biologici. L'edificio si trova a pochi metri dalla torre della Radio Vaticana, appena sopra la Casina di Pio IV e a circa 350 metri da Casa Santa Marta.
L'ala est del complesso edilizio è frutto della ristrutturazione di un edificio costruito all'inizio del XX secolo, conosciuto come Casetta Giardini: questo piccolo stabilimento ospitò la sede della Gendarmeria Vaticana e, successivamente, divenne la residenza dei gesuiti direttori della Radio Vaticana, ma fu anche sede di alcuni uffici e infine alloggio per i giardinieri. L'ala ovest, diversamente, è di successiva costruzione.
I primi studi progettuali per la costruzione dell'ala ovest e il rifacimento della Casetta Giardini furono avviati nel 1989 e i lavori durarono due anni, dal 1992 al 1994.

### Erezione canonica a monastero
Il monastero, intitolato a Maria Madre della Chiesa, fu istituito con il breve apostolico La vita contemplativa del 25 marzo 1994 per volontà di papa Giovanni Paolo II, che desiderava avere un gruppo monastico femminile in Vaticano che pregasse per il pontefice e per la Chiesa cattolica. Secondo lo statuto del monastero, ogni cinque anni è prevista l'alternanza di ordini monastici differenti.

### La prima ristrutturazione nel 2012 e la rinuncia di Benedetto XVI
Con l'avvio dei lavori di ristrutturazione nel novembre 2012, le monache residenti dovettero lasciare il monastero. Tali rifacimenti edilizi compresero restauri al tetto, il quale causava frequenti infiltrazioni d'acqua, e l'accorpamento di alcune celle al fine di ricavarvi dei piccoli ambienti abitabili e uno studio, quest'ultimo usato in seguito dal papa emerito Benedetto XVI; infatti, solo dopo che papa Ratzinger diede le dimissioni nel febbraio 2013, si apprese che egli stesso aveva già programmato tempo addietro di trasferirsi nel monastero dopo la sua rinuncia, per accompagnare il suo successore e la Chiesa cattolica con la preghiera.
Il 2 maggio 2013, terminati i lavori di ristrutturazione, il papa emerito Benedetto XVI, provvisoriamente trasferitosi a Castel Gandolfo dopo la rinuncia al ministero petrino, nell'attesa che venissero completati i rifacimenti, traslocò definitivamente nel monastero Mater Ecclesiae. Con lui presero residenza nel monastero anche l'arcivescovo Georg Gänswein, suo segretario particolare e prefetto della casa pontificia, e quattro Memores Domini incaricate di assisterlo. Il papa emerito visse nel monastero fino alla sua morte, avvenuta proprio in tale luogo il 31 dicembre 2022. Tuttavia monsignor Georg Gänswein rimase a vivere nel monastero fino al 1º luglio 2023 quando, per decisione di papa Francesco, fece rientro nell'arcidiocesi di Friburgo in Brisgovia.

### Dopo la morte di Benedetto XVI
Nell'agosto 2023 furono avviati alcuni lavori di ristrutturazione, completati entro la fine del medesimo anno.
Con una lettera autografa del 1º ottobre 2023, papa Francesco dispose che a partire dall'inizio del 2024 il monastero Mater Ecclesiae tornasse, essendo deceduto il papa emerito Benedetto XVI, luogo di residenza degli ordini contemplativi; decise, a tal fine, che vi si trasferissero sei monache benedettine provenienti dall'abbazia di Santa Scolastica di Victoria, provincia di Buenos Aires e diocesi di San Isidro, in Argentina. Dal 3 gennaio 2024 le sei monache risiedono stabilmente nel monastero.
Secondo quanto stabilito da papa Francesco nella lettera menzionata precedentemente, il Governatorato dello Stato della Città del Vaticano è responsabile di tutte le questioni riguardanti il monastero Mater Ecclesiae.

## Occupazione del monastero
Come detto, il monastero è la residenza degli ordini contemplativi che sostengono il papa "nella sua quotidiana sollecitudine per tutta la Chiesa, attraverso il ministero della preghiera, dell'adorazione, della lode e della riparazione, essendo così una presenza orante nel silenzio e nella solitudine". Dalla sua erezione canonica, il monastero ha ospitato diversi ordini contemplativi, di cui si riporta di seguito la lista in ordine cronologico; ha costituito una particolare eccezione la permanenza nel monastero del papa emerito Benedetto XVI.
- Monache clarisse (13 maggio 1994 - 1999);[17][18]
- Monache carmelitane scalze (15 ottobre 1999 - 2004);[19][18]
- Monache benedettine (7 ottobre 2004 - 2009);[20][18]
- Monache visitandine (7 ottobre 2009 - 2012);[21][18]
- Papa emerito Benedetto XVI (2 maggio 2013 - 31 dicembre 2022), insieme al suo segretario particolare, l'arcivescovo Georg Gänswein, e a quattro Memores Domini (2 maggio 2013 - 1º luglio 2023);[7][18]
- Monache benedettine (dal 3 gennaio 2024).[22][7][8][18]